# ジボ・バカリ
ジボ・バカリ（Djibo Bakary、1922年-1998年4月16日）は、ニジェールの政治家。社会主義者であり、フランスからの完全独立を唱えてニジェールの独立運動を展開した。
バカリは従兄弟であるアマニ・ディオリのニジェール進歩党に最初所属していたが、ニジェール進歩党が上部組織のアフリカ民主連合の方針転換によってフランス共産党との関係を絶つと進歩党から脱党し、ニジェール民主同盟を結成して急進改革派を糾合した。バカリは1957年5月20日には政府評議会の副議長に就任し、さらに1958年7月26日には議長に就任したものの、1958年9月にフランス共同体内でのニジェールの自治を問うたシャルル・ド・ゴールの憲法を批准する国民投票において、完全独立を目指したバカリは自治を推進するディオリに78%対22%で大敗し、議長の座を降りた
。バカリはその後、ニジェール民主同盟を「自由」を意味するサワバ（Sawaba）党と改め党勢回復を目指したものの、フランスの後ろ盾を得て一党独裁を推進するディオリに敗れ、亡命を余儀なくされた。
1974年にセイニ・クンチェがクーデターを起こしディオリを追放するとバカリは帰国したものの、1975年8月2日に軍部内でのクーデター計画が発覚し、これに関与したとしてバカリは逮捕され、1980年まで投獄された。その後、アリー・セブ政権により1991年に民主化がなされるとバカリは新党UFPDP – Sawabaを結党し、1993年の大統領選挙に出馬したものの1.68%の得票に終わった。1998年4月16日、バカリは首都ニアメにて死去した。